# Synopsia propinquaria
Synopsia propinquaria är en fjärilsart som beskrevs av Jean Baptiste Boisduval 1840. Synopsia propinquaria ingår i släktet Synopsia och familjen mätare. Inga underarter finns listade i Catalogue of Life.